# أولاد رمضان (أولاد منصور)
أولاد رمضان هو دُوَّار يقع بجماعة لعثامنة، إقليم بركان، جهة الشرق في المملكة المغربية. ينتمي الدوّار لمشيخة أولاد منصور التي تضم 7 دواوير. يقدر عدد سكانه بـ 280 نسمة حسب الإحصاء الرسمي للسكان والسكنى لسنة 2004.

## روابط خارجية
- البوابة الوطنية للجماعات الترابية
- المندوبية السامية للتخطيط